# エアロマスター硬式野球部
エアロマスター硬式野球部（エアロマスターこうしきやきゅうぶ）は、大阪府大阪市に本拠地を置き、日本野球連盟に加盟していた社会人野球の企業チームである。1974年5月に解散した。
運営母体は、空調機器製造メーカーの日本熱学工業。

## 概要
1963年、日本熱学工業が『日本熱学硬式野球部』として創設。
1966年に都市対抗野球に初出場を果たし、3度目の出場となった1969年にはベスト8に進出した。
1973年からチーム名を同社の主力商品の商標名と同じく『エアロマスター硬式野球部』に改称する。同年11月、同年が最後の開催と決まっていた産業対抗野球で、商業部門から初出場にして初優勝を果たした。この年のオフには身売りが囁かれていた日拓ホームフライヤーズに関して、オーナーと面識があり、前年の参入時に複数社での輪番制を提唱していた牛田正郎社長が次期経営に手を挙げたが日拓オーナーの意向で拒否されたという。
1974年5月20日、母体の日本熱学工業が業績悪化により会社更生法を申請し倒産した。これに伴い、同年5月22日に野球部も解散となった。

## 設立・沿革
- 1963年 - 『日本熱学』として創部。
- 1966年 - 都市対抗野球に初出場（1回戦敗退）。
- 1973年 - チーム名を『エアロマスター』に改称。産業対抗野球に初出場（優勝）。
- 1974年 - 5月に日本熱学工業の倒産により解散。

## 主要大会の出場歴・最高成績
- 都市対抗野球大会 - 出場3回、8強1回（1969年）=すべて日本熱学時代
- 日本産業対抗野球大会 - 出場5回、優勝1回（1973年）=日本熱学で4回、エアロマスターで1回（優勝）
- JABA京都大会 - 優勝1回（1973年）
- JABA高砂市長杯争奪大会 - 優勝1回（1974年）

## 主な出身プロ野球選手
- 溜池敏隆（内野手） - 1968年ドラフト2位でサンケイアトムズに入団
- 益川満育（内野手） - 1971年ドラフト4位でヤクルトアトムズに入団
- 今西和男（外野手） - 1971年ドラフト外で阪神タイガースに入団
- 金橋薫（投手） - 1972年ドラフト外で阪急ブレーブスに入団
- 松村彰士（内野手） - 解散に伴い辻和に移籍し、1974年ドラフト外で近鉄バファローズに入団
- 宮本好宣（投手） - 解散に伴い西濃運輸に移籍し、1975年ドラフト6位で日本ハムファイターズに入団